# يمن أوبزرفر
يمن أوبزرفر هي صحيفة نصف شهرية باللغة الإنجليزية تنشر في اليمن. تأسست في عام 1996 من قبل فارس السنباني مساعد السكرتير الصحفي للرئيس بعدئذ علي عبد الله صالح. تضم هيئة التحرير شعيب الموسووا رئيسا للتحرير وعمرو الحرازي مديرا للتحرير. أبرز الكتاب عبد العزيز عودة، فيصل دارم،  أفراح ناصر، ماجد الكبسي، وإسكندر المعمري.
منذ 1996 تحولت من صحيفة نصف شهرية إلى إصدار خمس صحف يومية وهي الصحيفتين الرئيسيتين باللغة العربية والإنجليزية، اليمن اليوم، العربية، والرياضية. تعتبر من أسرع شركات النشر وأنجحها.
اليوم أصبحت دار نشر الأولى الناطقة بالإنجليزية في البلاد وتدعم اليمن التي تمر بمرحلة انتقالية على المستوى الاجتماعي والاقتصادي.
كما أطلقت مجلة اليمن اليوم وهو الفرع الأكثر ديناميكية في دار النشر التي تشجع على الاستثمار والسياحة في اليمن.

## الصور المصغرة الكرتونية ومحاكمة التجديف
في 4 فبراير 2006 نشرت صحيفة يمن أوبزرفر مقالتين عن ردود فعل المسلمين بعد نشر الرسوم الدنماركية المسيئة لرسول الإسلام محمد. أرفق مع المقالتين صور لمظاهرة احتجاجية لما بين 20 إلى 30 ألف امرأة يمنية تقمن بسحب البضائع الدنماركية التي تمت مقاطعتها. كما ضمت المقالتين 3 صور من الرسوم المسيئة.
في 11 فبراير 2006 ألقي القبض على رئيس التحرير السابق محمد الأسدي بتهمة إهانة الإسلام. تم الإفراج عنه بكفالة في 23 فبراير 2006 حيث طالب محامي الادعاء بشنق المتهم حتى الموت. نفى الأسدي جميع التهم وقال فريق الدفاع أن الرسوم الكاريكاتورية منشورة في جميع أنحاء العالم الإسلامي. ادعت النيابة العامة أن التهم تقع على الصور فقط وأن لا يتم توجيه الاتهام إلى صاحبة المقالة معه. بعد اطلاق سرحه أسس الأسدي حزب اليمن المرآة.

## التعليق المؤقت لترخيص النشر
أثناء فترة المحاكمة وبعد انتهائها لستة أشهر فإن ترخيص النشر تم تعليقه مؤقتا من قبل وزارة الاعلام اليمنية ولكن الموظفين استمروا في العمل ونشر مقالاتهم على موقع الصحيفة الإلكتروني على الإنترنت. عادت بعدها الصحيفة للنشر الاعتيادي في المناطق الحضرية فقط في اليمن.

## ثورة الشباب اليمني
اندلاع ثورة الشباب في 3 فبراير 2011 أثرت في الصحيفة أيضا. تم نشر مقالات تنتقد سياسة الرئيس آنئذ علي عبدالله صالح وتعامله الوحشي مع المظاهرات السلمية.
استهدفت أفراح ناصر بعدما تم اعتبارها من قبل مجلة تايم أكثر مدونة نسائية يقرأ لها على مستوى العالم في مارس 2011 حيث شملت المقالات انتقادها لغياب الديمقراطية والرخاء في اليمن. بعد فترة وجيزة تقلت أفراح تهديدات بالقتل من خلال مكالمات هاتفية. تكرر المكالمات والتهديد حتى غادرت إلى السويد مؤتمرات ودورات للصحفيين الشبان التي تنظمها منظمة أصوات الشبكة العالمية منتصف يونيو 2011. تم تهديد عائلتها بالقتل مما أجبرها على طلب اللجوء السياسي في السويد.

## وصلات خارجية
- الموقع الرسمي